# Lysandra juncta
Lysandra juncta är en fjärilsart som beskrevs av Tutt 1910. Lysandra juncta ingår i släktet Lysandra och familjen juvelvingar. Inga underarter finns listade i Catalogue of Life.